# Satan Is King
Satan Is King — второй полноформатный студийный альбом американской пауэрвайоленс-группы AC×DC, выпущенный в мае 2020 года на лейбле Prosthetic Records. Название альбома пародирует название альбома Jesus is King Канье Уэста.
Обложку альбома написал Дилан Гаррет Смит, также работавший с Vaulted, Of Feather and Bone и другими.
| Оценки критиков | Оценки критиков |
| Источник        | Оценка          |
| --------------- | --------------- |
| Metal Storm     | [ 4 ]           |
| metal.de        | [ 5 ]           |

## Список песен
1. «Singe» — 00:55
2. «Mouth Breather» — 01:04
3. «Gorged» — 02:14
4. «Satan is King» — 01:33
5. «Turncoat» — 02:26
6. «Matapacos» — 01:08
7. «Copsucker» — 01:24
8. «Propaganda of the Deed» — 01:27
9. «Exercise in Futility» — 01:45
10. «Urban Blight» — 01:16
11. «Come Out Fighting» — 01:33
12. «Revenge» — 00:35
13. «Ashes to Ashes» — 01:58
14. «Back in Black Bloc» — 01:18
15. «Maggot Museum» — 02:28